# Escola d'Arts i Oficis d'Alcoi
L'Escola d'Arts i Oficis d'Alcoi (l'Alcoià), País Valencià, està situada a l'antic Hospital Civil situat a la plaça de la Mare de Déu, número 5. Es tracta d'un edifici construït a la fi del segle xviii reformat a la fi del xix.
Es tracta d'un edifici de quatre plantes que va ser construït per albergar un hospital sobre el solar d'una antiga església. Més tard, va canviar d'ús i es va destinar com a presó, jutjat i caserna de la Guàrdia Civil.
Compta amb una estructura regular, amb arcs de gran llum sobre pilars en planta baixa i soterrani. La façana s'ordena seguint criteris clàssics amb un arc de mig punt de pedra de l'accés principal; els seus materials carreu de pedra i revoque.